# Neverwinter (gra komputerowa)
Neverwinter – gra MMORPG wyprodukowana przez Cryptic Studios oparta na modelu płatności free-to-play. 30 kwietnia 2013 roku udostępniona została wersja open beta, dostępna dla wszystkich zainteresowanych graczy, zaś oficjalna premiera nastąpiła 20 czerwca. Gra nie nawiązuje do serii Neverwinter Nights. Jej mechanika oparta jest na czwartej edycji Dungeons & Dragons, a akcja rozgrywa się w okolicach tytułowego miasta Neverwinter. W sierpniu 2015 roku poinformowano, że grę zainstalowano ponad 2 miliony razy na konsoli Xbox One

## Rozgrywka

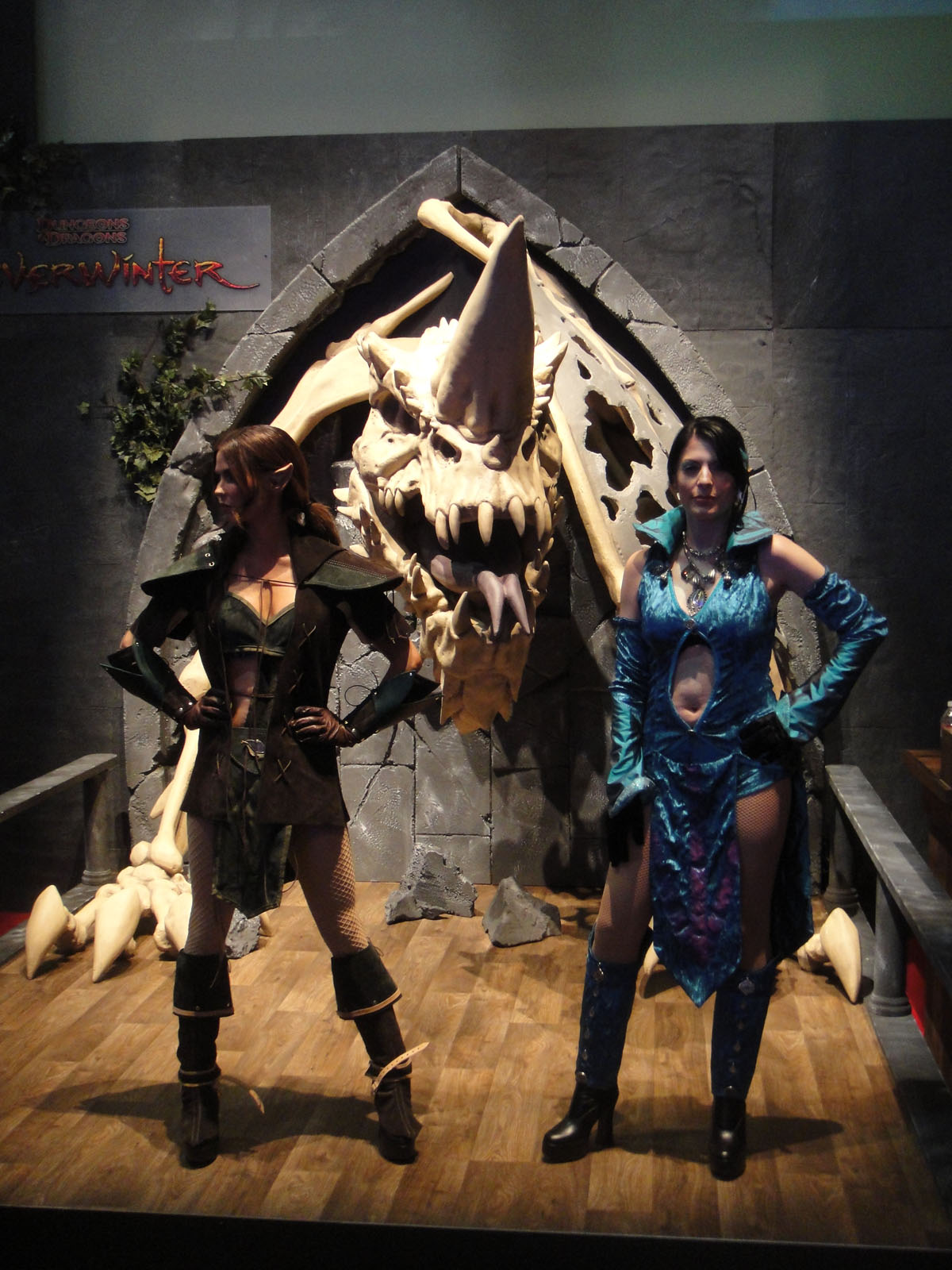
Cosplayerki klasy łotrzyka (lewa) i czarodzieja promujące Neverwinter podczas targów E3 w 2012 r.

Gra rozpoczyna się od stworzenia własnej postaci, dając możliwość ustalenia jej klasy, rasy, wiary, pochodzenia, wyglądu oraz rozdysponowania punktów atrybutów. Gracz steruje bohaterem z perspektywy trzeciej osoby, przemieszczając się po otwartym świecie składającym się z kilkunastu większych lokacji oraz licznych podziemi.

### Tryby
Gra oferuje rozbudowaną kampanię fabularną, składającą się z kilkuset zadań, którą gracz może przechodzić ją w pojedynkę bądź w maksymalnie pięcioosobowej grupie.
Dodatkową aktywnością są potyczki i eksploracja podziemi, domyślnie wymagające pięcioosobowej grupy. Po zakończeniu kampanii fabularnej i osiągnięciu 60. poziomu doświadczenia gracz otrzymuje możliwość eksplorowania tzw. epickich podziemi, które stają się dostępne w momencie, gdy zbierze się sprzęt odpowiednio wysokiej wartości.
W grze dostępny jest również tryb PvP, ograniczający się do zamkniętych aren, na których walczą przeciwko sobie dwie pięcioosobowe drużyny. Należący do gildii gracz po osiągnięciu 60. poziomu otrzymuje dostęp do specjalnego obszaru, umożliwiającego toczenie pojedynków 20 na 20.

### Foundry
Każdy gracz, który osiągnął 15. poziom doświadczenia postaci, otrzymuje dostęp do Foundry – edytora pozwalającego tworzyć i udostępniać własne przygody. Edytor oferuje predefiniowane mapy, obiekty, postaci itd., które można modyfikować wedle uznania, tworząc pojedyncze zadania bądź rozbudowane kampanie fabularne. Po opublikowaniu zadania jest ono oceniane przez graczy, a po zdobyciu odpowiedniej ilości ocen zyskuje status tzw. dziennego Foundry. Wykonanie zadania oznaczonego jako dzienne Foundry pozwala zyskać lokalną walutę (diamenty astralne) graczowi, który zdecydował się na jego przejście, jak również przekazać jego autorowi niewielką sumę diamentów jako napiwek.

### Opłaty
Neverwinter jest grą free-to-play opartą na systemie mikropłatności. Za gotówkę można nabyć walutę Zen, pozwalającą kupić wyjątkowe przedmioty, udogodnienia (większa pojemność ekwipunku, zmiana mocy itd.) czy miejsca na dodatkowe postaci. Zen można zdobyć również poprzez wymienienie diamentów astralnych, zdobywanych podczas gry za wykonywanie dodatkowych aktywności (potyczki, eksploracja podziemi, misje stworzone przez graczy itd.)

## Tworzenie
Neverwinter zostało zapowiedziane w sierpniu 2010 roku. W czerwcu 2011 roku na targach E3 zaprezentowano pierwsze zrzuty ekranu. Pierwsze beta testy gry odbyły się podczas lata w 2012 roku. 30 kwietnia 2013 roku wystartowały otwarte testy podczas których nie było żadnych ograniczeń w rozgrywce.
22 sierpnia 2013 roku wydane zostało pierwsze rozszerzenie fabularne do gry, zatytułowane Fury of the Feywild.

## Wersja polska
Tłumaczenie: Anakan GmbH

Obsada:
- January Brunov –
  - Szeregowy Hawthingdon,
  - Sierżant Linkletter
- Andrzej Chudy –
  - Narrator samouczka,
  - Wojownik w filmie wprowadzającym
- Krzysztof Cybiński – Szeregowy Wilfred
- Anna Gajewska –
  - Valindra,
  - Kapłanka Selûne w filmie wprowadzającym
- Jan Kulczycki –
  - Dell McCourt,
  - Czarodziej w filmie wprowadzającym
- Grzegorz Kwiecień – Makos